# Amory Lovins

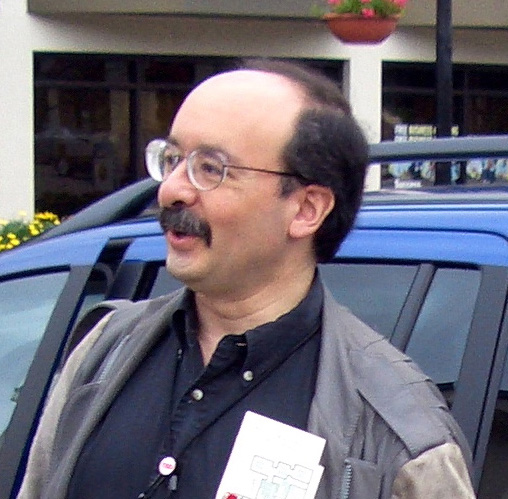
Amory Lovins

Amory Bloch Lovins (Washington, 13 november 1947) is een Amerikaans natuurkundige, milieuwetenschapper, schrijver en voorzitter/wetenschappelijk leider van het Rocky Mountain Institute. Lovins heeft gedurende 4 decennia in meer dan 50 landen bedrijven en overheden geadviseerd op het gebied van energiebeleid, milieu, ontwikkeling en veiligheid. Hij heeft 31 boeken en meer dan 450 papers geschreven en duizenden lezingen gegeven. In 2009 bestempelde het tijdschrift Time hem als een van de 100 meest invloedrijke mensen ter wereld en in datzelfde jaar noemde het tijdschrift Foreign Policy hem een van de belangrijkste mondiale denkers.

## Studie
Na twee jaar studie van de meest uiteenlopende onderwerpen aan de Harvard-universiteit, verhuisde Lovins in 1966 naar de universiteit van Oxford (Magdalen College), omdat zijn eclectische studiewijze aan Harvard niet werd gewaardeerd en er een nauwere focus van hem werd verlangd. In 1968 werd hij in Oxford een "don" en ontving op grond daarvan een "MA by Special Resolution". In 1971 wilde Lovins gaan promoveren in energiewetenschappen. Dit werd (twee jaar vóór de oliecrisis van 1973) echter nog niet beschouwd als academisch onderwerp en daarom verliet hij de universiteit om zich in London met energie bezig te houden.

## Rocky Mountain Institute
Lovins richtte in 1982 samen met Hunter Lovins (zijn echtgenote van 1979-1999) het Rocky Mountain Institute op, gevestigd in Old Snowmass, Colorado. Hunter Lovins verliet de organisatie in 2002. RMI is een onafhankelijke, marktgerichte non-profitorganisatie met ± 80 medewerkers die zich bezighouden met onderzoek en advies inzake (energie-)efficiënt, holistisch ontwerp van gebouwen en processen en het efficiënt benutten van elektriciteit en natuurlijke hulpbronnen als grondstoffen, brandstoffen, etc.
RMI werkt als katalysator van duurzame ontwikkeling samen met bedrijven die door veel milieuorganisaties worden gezien als "de vijand". Lovins zei in 2007 hierover: "Wij besloten enkele decennia geleden dat in een wereld met drie primaire foci van macht en actie -- bedrijfsleven, maatschappelijk middenveld en overheid -- we het meest gedaan zouden krijgen door met de private sector te werken". In recente jaren heeft RMI in 29 bedrijfstakken faciliteiten ter waarde van in totaal ca. 30 miljard dollar herontworpen.

#### Cliënten
Lovins adviseerde in het verleden cliënten als o.a Coca-Cola, Deutsche Bank, Interface, Wal-Mart, Anglo American, Accenture, AMD, Bank of America, BP, HP, Chevron, General Motors, Lockheed Martin, Mitsubishi, Monsanto, Motorola,  Royal Dutch Shell, Texas Instruments, UBS, Unilever, Westinghouse, Xerox en meer dan 100 energiebedrijven wereldwijd. Cliënten uit de publieke sector waren o.a. OESO, de VN, de Australische, Canadese, Nederlandse, Duitse en Italiaanse overheden; 13 Amerikaanse staten, het Amerikaans Congres en de Departementen van Energie(1980-81) en van Defensie (1999-2001 en 2006-2008).

#### Spin-offs
Uit het Rocky Mountain Institute zijn sinds 1992 drie commerciële bedrijven en 1 non-profitorganisatie ontstaan.
E Source - In 1986 richtte Lovins samen met collega's van het Rocky Mountain Institute het adviesbureau Competitek op, dat energiegebruikers als bedrijven, overheden en andere geïnteresseerden informeerde op het gebied van elektriciteitsbesparende technologieën. Als programma binnen RMI adviseerde Competitek meer dan 200 bedrijven in 15 landen. In 1992 werd Competitek omgedoopt tot E Source en, met startkapitaal van de MacArthur Foundation, als dochteronderneming met winstoogmerk afgescheiden van de non-profit RMI. Tevens verhuisde het bedrijf in die tijd van Old Snowmass naar Boulder, Colorado. In 1999 werd E Source overgenomen door FT Energy.
Fiberforge - In 1999 werd Hypercar Inc. opgericht, met als doel het ontwerpen en bouwen van ultra-lichte hybride auto's. In 2004 werd de naam veranderd in Fiberforge, nadat de focus was verschoven naar het grootschalig produceren van de vezelversterkte composietmaterialen die een essentieel onderdeel waren van de Hypercar, zoals die door Lovins was ontworpen. Sindsdien is Fiberforge lichtgewicht materialen gaan leveren aan bedrijven in de luchtvaartsector, de defensie-industrie, de auto-industrie en consumentenelektronica-, medische, sport- en vrijetijdssectoren.
Bright Automotive - In januari 2008 richtte RMI samen met Alcoa, Johnson Controls, Turner Foundation en Google, Bright Automotive op, met als doel het grootschalig produceren van elektrische bestelbusjes. Het licht doofde echter, toen na 38 maanden een federale lening voor productiekapitaal nog steeds niet was goedgekeurd.
NACFE - In april 2009 werd de North American Council on Freight Efficiency opgericht, een onafhankelijke non-profitorganisatie die zich inzet voor grotere brandstofefficiëntie van vrachtwagenvloten.
Hiernaast hebben medewerkers van RMI nog twee andere spin-offs gecreëerd.

## Boeken
- Eryri, the Mountains of Longing 	San Francisco, Friends of the Earth, 1972. (met Philip Evans) ISBN 978-0-8415-0129-4. 181 p.
- Openpit Mining London : Earth Island, 1973. ISBN 978-0-85644-020-5. 118 p.
- World Energy Strategies: Facts, Issues, and Options London : Friends of the Earth Ltd voor Earth Resources Research Ltd, 1975. 131 p. ISBN 978-0-88410-601-2.
- Nuclear power: Technical Bases for Ethical Concern (1975, 2e editie). 39 p. ISBN 978-0-9503273-6-5
- Soft Energy Paths: Towards a Durable Peace San Francisco : Friends of the Earth International, 1977 231p. ISBN 0-06-090653-7
- The Energy Controversy: Soft Path Questions and Answers (1979) ISBN 978-0-913890-22-6
- Non-Nuclear Futures: The Case for an Ethical Energy Strategy (met John H. Price) 	San Francisco, 1980. 223p. ISBN 978-0-06-090777-8
- A Golden Thread: 2500 Years of Solar Architecture & Technology (1980) ASIN: B000MWEXMC
- Energy/War, Breaking the Nuclear Link San Francisco : Friends of the Earth, 1981 161p. ISBN 978-0-913890-44-8
- Least-Cost Energy: Solving the C02 Problem 	Andover, Mass. : Brick House Pub. Co., 1982 184p. ISBN 978-0-931790-36-2
- Brittle Power: Energy Strategy for National Security (met Hunter Lovins) Andover, Mass. : Brick House, 1982 her-heruitgave in 2001. 486p. ISBN 0-931790-28-X
- The First Nuclear World War (met Patrick O'Heffernan; Hunter Lovins) 	New York : Morrow, 1983. 444 p ISBN 978-0-09-155830-7
- Energy Unbound: A Fable for America's Future (met L Hunter Lovins; Seth Zuckerman) San Francisco : Sierra Club Books, 1986. 390 p ISBN 0-87156-820-9
- Consumer Guide to Home Energy Savings (1991) ISBN 978-0-918249-09-8
- Reinventing Electric Utilities: Competition, Citizen Action, and Clean Power (1996) ISBN 978-1-55963-455-7
- Factor Four: Doubling Wealth - Halving Resource Use: A Report to the Club of Rome (1997) ISBN 978-1-85383-407-3
- Natural Capitalism: Creating the Next Industrial Revolution (2000) ISBN 1-85383-763-6
- Small is Profitable: The Hidden Economic Benefits of Making Electrical Resources the Right Size (2003) ISBN 1-881071-07-3
- The Natural Advantage Of Nations: Business Opportunities, Innovation And Governance in the 21st Century (2004) ISBN 1-84407-121-9
- Winning the Oil Endgame: Innovation for Profit, Jobs and Security (2005) ISBN 1-84407-194-4 (Online als pdf)
- Let the Mountains Talk, Let the Rivers Run: A Call to Save the Earth (2007) ISBN 978-1-57805-138-0
- The Essential Amory Lovins (2011) ISBN 978-1-84971-226-2
- Reinventing Fire: Bold Business Solutions for the New Energy Era (2011) ISBN 978-1-60358-371-8

## Prijzen en andere erkenning
- 1982 - Mitchell Prize.[9]
- 1983 - "Right Livelihood Award" - ook wel "de alternatieve Nobelprijs" genoemd - (samen met Hunter Lovins)[10]
- 1984 - Fellow van de American Association for the Advancement of Science.
- 1988 - Fellow van de World Academy of Arts and Sciences.
- 1989 - "Delphi Prize" van de Onassis Foundation.[1]
- 1993 - "Nissan Prize" (voor zijn vindingen op het gebied van hybride voertuigen).[11]
- 1993 - MacArthur Fellowship.[12]
- 1997 - Heinz Award.[13]
- 1999 - World Technology Award.[14]
- 1999 - Lindbergh Award.[15]
- 2000 - Happold Medal van de Construction Industry Council(CIC).[16]
- 2000 - "Heroes for the Planet Award" van het tijdschrift Time.[17]
- 2001 - Fellow van de World Business Academy.
- 2005 - Benjamin Franklin Medal van de Britse Royal Society of Arts.[18]
- 2007 - Blue Planet Prize.[19]
- 2007 - Volvo Prize.[20]
- 2007 - Erelidmaatschap van het American Institute of Architects.[21]
- 2007 - "Foreign Membership" van de Royal Swedish Academy of Engineering Sciences.[22]
- 2007 - "Hero of the Environment Award" van Time International.[23]
- 2007 - "Breakthrough Leadership Award" van het tijdschrift Popular Mechanics.[24]
- 2007 - Ere-Senior Fellowship van de Design Futures Council.[25]
- 2008 - "Energy and Environment Award for Individual Thought Leadership" van het Aspen Institute / National Geographic.[26]
- 2009 - National Design Award (Design Mind)[27]

Lovins ontving gedurende zijn carrière 11 eredoctoraten van Amerikaanse en Britse universiteiten. Hij gaf les aan acht universiteiten.